# طارق فراج
طارق فراج أسمه الكامل طارق محمود فراج محمد روائي وشاعر مصري، ولد في محافظة الوادي الجديد في 2 أكتوبر 1969.

## المسيرة المهنية
نشر أول عمل روائي له في عام 2003 تحت عنوان “الشقوق” بمجهود ذاتي لأعضاء نادي الأدب. شارك في العديد من المؤتمرات الأدبية في مصر على مدار أكثر من عشرين عامًا، ونُشرت له إبداعات ونصوص ودراسات نقدية في المجلات والدوريات الأدبية المصرية والعربية.

## النتاج الروائي
• “الشقوق”، 2003
• “باب للخروج”، 2010
• “الهبوط لأسفل ببطء”، 2012
• “مليحة”، 2013.
- رمال سوداء، ٢.١٩، الهيئة المصرية العامة للكتاب.
- *الهبوط لأسفل ببطء . ط٢، دار الادهم للنشر والتوزيع - القاهرة ٢٠٢٢
- * لعبة السفر، جائزة الطيب صالح العالمية للابداع الكتابي، الدورة الحادية عشر ٢٠٢١.

## النتاجات الأخرى
• “البنات” (ديوان شعر بالعامية المصرية)، 2002
• “جوائز ناجي نعمان الأدبية 2010 ” (مع مجموعة كتاب من الوطن العربي)، 2010
• “ريحة الحزن” (ديوان شعر بالعامية المصرية)، 2013
• “صحراء العابرين” (ديوان شعر باللغة الفصيحة)، 2013
• “ملامح الرؤى الإبداعية لدى شعراء العامية بأسيوط” (دراسة نقدية)، 2013
• “التناص في الرواية الجنوبية” (دراسة نقدية)، 2014.

## نقد ودراسات عن الروائي
• “تجليات واحاتية”، مقدمة وتصدير لفصول من رواية ” الشقوق” تم نشرها في جريدة أخبار الأدب 2003، بقلم الروائي جمال الغيطاني
• “الواحات الداخلة؛ عشق الأمكنة، دراسة قصيرة عن رواية “مليحة” للكاتب أيمن السيسي، والمنشورة في كتابه “حكايات الصحراء” الصادر عام 2015
• “زقاق يتسع لشخص واحد”، دراسة بقلم الروائي محمد صالح البحر عن رواية مليحة بجريدة (الأخبار) المصرية
• “العبور الطقسي”، دراسة عن ديوان “صحراء العابرين” للشاعر فتحي عبد السميع، مجلة الشعر المصرية.

## الجوائز
• المركز الأول بجائزة المسابقة الأدبية المركزية بالهيئة العامة لقصور الثقافة، مصر عام 2003
• جائزة الاستحقاق والعضوية الفخرية “دار ناجي نعمان للثقافة” بلبنان عام 2009
• منحة مؤسسة محمد بن راشد آل مكتوم بالإمارات عام 2010
• منحة الصندوق العربي للثقافة والفنون بلبنان عام 2012
• التكريم ودرع الإقليم في مؤتمر وسط الصعيد الثقافي عام 2014
• التكريم في المؤتمر العام لأدباء مصر والعرب في دورة 2015 والحصول على درع الهيئة العامة لقصور الثقافة
• شارك في ندوة ثقافية تحت عنوان “الموروث الشعبي في الواحات” في المقهى الثقافي، معرض القاهرة للكتاب عام 2012
• شارك في معرض القاهرة للكتاب 2014 بخيمة الإبداع وندوة عن رواية “مليحة”.